# Carl Axel Virin
Carl Axel Virin, född 24 december 1906 i Lund, död 27 december 1983 i Stockholm, var en svensk grafiker, formgivare, reklam- och bokkonstnär.

## Biografi
Virin var gift med silversmeden Ingrid Malm. Virin utbildade sig till teckningslärare vid Högre konstindustriella skolan i Stockholm 1927–1930 och fortsatte därefter studierna i Paris 1930 samt som Svenska slöjdföreningens stipendiat i Berlin, Prag och Wien 1931. Han var verksam som lärare vid Tekniska skolan 1930–1932. Tillsammans med Anders Beckman, Göta Trägårdh och Bibi Lindström grundade han Beckmans Skola 1939 och ingick i skolans allra första lärarteam där han var verksam 1939–1946. Han var facklärare vid Konstfackskolan 1945–1947 och huvudlärare för Konstfacks avdelning för reklam och bokhantverk 1947–1957 samt lärare vid Institutet för högre reklamutbildning 1945–1960. 
Vid sidan av sina lärartjänster var Virin knuten till AB Annonstjänst 1931–1933, reklambyrån AB Anders Beckman 1937–1943 och som ateljéchef hos Wilhelm Beckman Propaganda AB 1943–1944. Han etablerade den egna reklamateljén Studio Virin AB i Stockholm 1944. Förutom reklamuppdrag utförde han bokomslag för Norstedts-Esselte och ett flertal affischer. Han medverkade i ett flertal samlingsutställningar med reklamkonst och i grupputställningen Svensk reklamkonst på Lilla galleriet i Stockholm. Virin är representerad vid bland annat Nationalmuseum.